# Lucio Gaudino
Pour les articles homonymes, voir Gaudino.
Lucio Gaudino (né le 2 mars 1953 à Naples) est un réalisateur italien de cinéma et de télévision.

## Filmographie

### Cinéma
- 1991 : Adelaïde
- 1993 : E quando lei mori fu lutto nazionale
- 1995 : Io e il re
- 2000 : Prime luci dell'alba
- 2003 : Segui le ombre

### Télévision
- 2003 : La squadra série TV, 9 épisodes
- 2005 : Distretto di polizia série TV 26 épisodes